# Franchi SPAS-12
Lo SPAS-12 è un fucile a canna liscia calibro 12 a doppia modalità di fuoco (semi-automatica ad alta velocità/pompa) progettato e costruito in Italia prima dall'industria Luigi Franchi S.p.A.  poi dalla Franchi S.p.A. ed infine dalla Benelli Armi, entrambe controllate dalla Beretta Holding.

## Storia
Lo SPAS-12 fu progettato negli anni settanta come fucile a pompa / fucile semiautomatico per usi militari e di supporto alle forze dell'ordine, e la produzione iniziò nell'ottobre 1979.
Tra i primi acquirenti nel 1980, in Italia, vi fu il Corpo degli Agenti di Custodia (ora Polizia penitenziaria) dotatasi dell'arma per le sue capacità antisommossa.

Nel 1983, il fucile venne introdotto negli Stati Uniti d'America, dove venne commercializzato come fucile sportivo per aggirare le leggi che normalmente l'avrebbero catalogato come illegale per la proprietà privata civile. Come risultato, l'acronimo dello SPAS ufficialmente significa "Sporting Purpose Automatic Shotgun" (fucile a pompa automatico per applicazioni sportive). Tuttavia, alcune sue caratteristiche (orientate all'uso militare) come la spessa schermatura dal calore per il fuoco continuato e il peso elevato, lo rendono difficilmente gestibile per la caccia e per il tiro sportivo. Per queste ragioni, esiste una reinterpretazione popolare dell'acronimo dello SPAS-12: "Special Purpose Automatic Shotgun" (fucile a pompa automatico per applicazioni speciali).
Alla fine degli anni novanta, le leggi sulle armi da fuoco negli Stati Uniti hanno completamente bloccato l'importazione dello SPAS-12, perché ricade nel profilo dei fucili militari (come strumento di distruzione illegale).
Tuttavia nel 2001 la Franchi S.p.A. ha cessato la produzione dello SPAS-12, e ha concentrato la sua attenzione nel marketing del nuovo SPAS-15. In seguito a questo evento, lo SPAS-12 è divenuto un pezzo da collezione sia negli States che nel resto del mondo.

## Caratteristiche

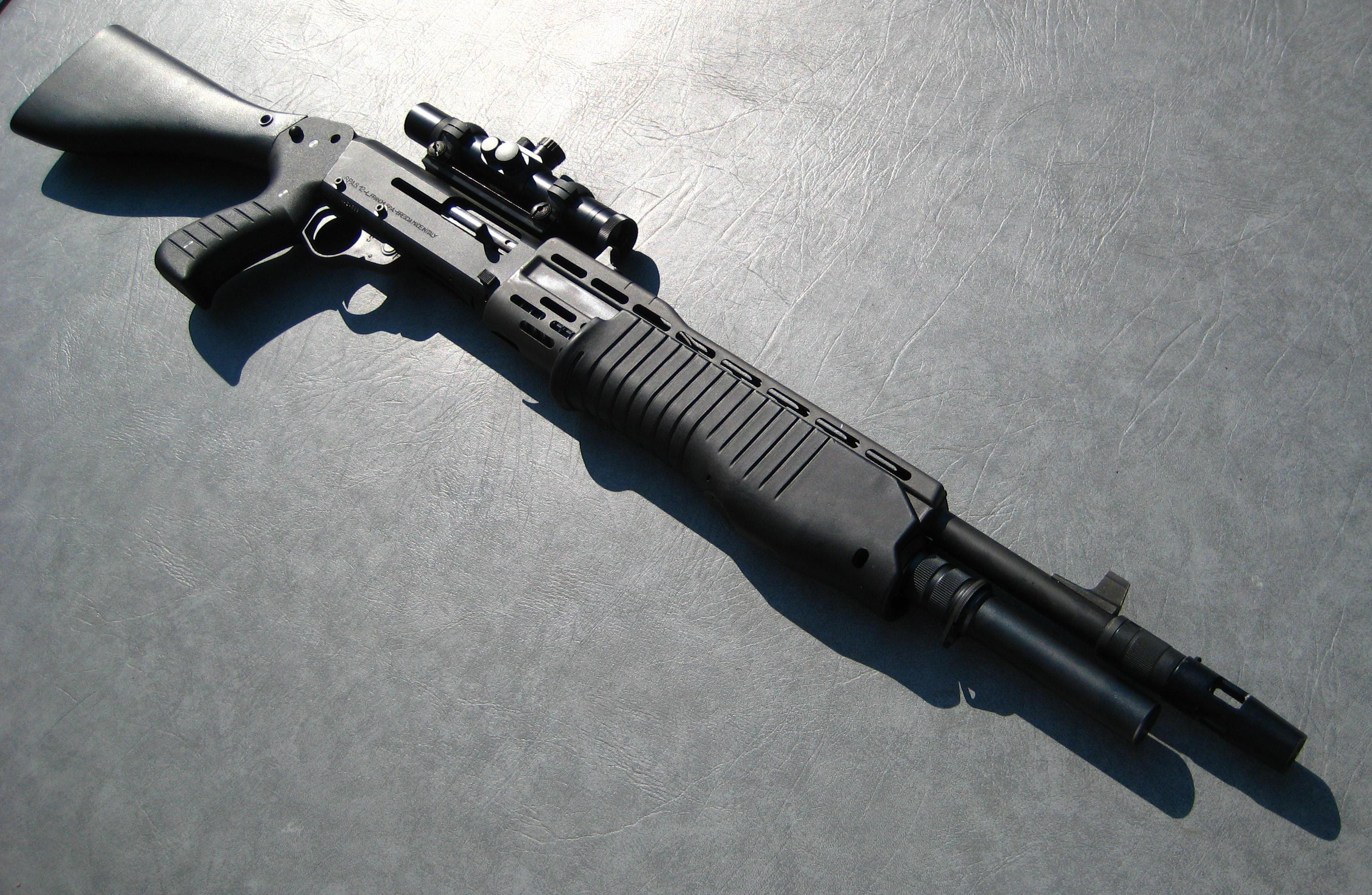
Franchi SPAS-12

Lo SPAS-12 può funzionare in due modalità di fuoco. La selezione della modalità di fuoco avviene premendo un pulsante sotto l'impugnatura frontale e muovendo leggermente l'impugnatura stessa avanti e indietro (automatico/pompa).
La prima è automatica (o più precisamente, auto-caricante semi-automatica), la modalità principale: l'impugnatura anteriore è in posizione avanzata e un sistema di azionamento a gas carica il colpo successivo senza intervento dell'operatore. In modalità automatica, il fucile può sparare fino a 4 colpi al secondo, un colpo per ogni pressione sul grilletto.
La seconda modalità è "azionamento a pompa": l'astina deve essere tirata indietro e avanti ad ogni colpo al fine di espellere il bossolo usato e caricare il colpo in canna. Questa modalità è necessaria per sparare affidabilmente colpi con bassa pressione, come le munizioni con gas lacrimogeno o cartucce "meno letali" (palla singola/pallettoni) antisommossa in gomma.
Lo SPAS-12 inoltre dispone di una funzione di taglio dell'alimentazione delle cartucce, che, se attivata, disabilita il caricamento del colpo successivo dal serbatoio tubolare interno quando l'impugnatura anteriore è in posizione aperta; ciò permette all'operatore di caricare colpi specializzati in canna senza rimuovere l'intero carico di cartucce nel serbatoio.

## Varianti
Lo SPAS-12 dispone di un calcio retrattile opzionale, che può montare all'estremità un gancio per agevolarne il trasporto, o che può risultare d'aiuto per imbracciare l'arma durante il fuoco, anche a braccio singolo.
Dello SPAS-12 è stata costruita la variante PA3 dotata di canna corta per diminuirne il peso e garantire una miglior manovrabilità negli spazi ristretti; questa variante è equipaggiata con un caricatore ridotto, cosa che diminuisce il volume di fuoco disponibile.
Alcune versioni sono state modificate per avere una capienza di 8 colpi.